# Matthew Cradock
Matthew Cradock (* um 1590 in England; † 27. Mai 1641 ebenda) war ein reicher Londoner Kaufmann, Politiker und erster Gouverneur der Massachusetts Bay Colony.

## Leben
Das genaue Geburtsdatum sowie der Geburts- und Sterbeort von Cradock sind nicht überliefert. Er war der Sohn eines Geistlichen aus Staffordshire. Von daher ist es gut möglich, dass er auch in dieser Grafschaft geboren wurde. Über seine frühen Jahre ist wenig bekannt. Er absolvierte eine Lehre und wurde im Handel tätig.
Seit 1618 lebte er in London, wo er im Überseehandel tätig wurde. Im Lauf der Jahre unterhielt er mindestens 18 Handelsschiffe. Er war neben dem europäischen Raum sowohl im Mittleren Osten als auch in Nordamerika geschäftlich tätig. Eine seiner wichtigsten Geschäftsbereiche war der Tabakhandel. Später wurde er auch einer der Direktoren der East India Company.
Nach der Gründung der Massachusetts Bay Colony engagierte sich Cradock auch dort. Er investierte und erwarb Land, ohne allerdings jemals die Kolonie selbst zu besuchen. In London vertrat er die Interessen der Kolonisten. In der Folge wurde er für einige Monate zum ersten Kolonialgouverneur ernannt. Dieses Amt führte er ebenfalls von London aus. Allerdings kam er bald zur Ansicht, dass diese Lösung nicht ideal sei, und befürwortete die Verlegung des Amtssitzes des Gouverneurs in die Kolonie selbst. In der Folge trat er seine Position an John Endecott ab, der dann in der Kolonie selbst amtierte. Unbeachtet dessen blieb Matthew Cradock weiterhin in Massachusetts geschäftlich aktiv. Zum Zeitpunkt seines Todes schuldete ihm die Kolonie viel Geld, das er ihr geliehen hatte.
In England wurde er im Jahr 1640 als Vertreter der Stadt London Abgeordneter im Unterhaus. Er gehörte dem sogenannten Kurzen Parlament und dann dem Langen Parlament an. Dabei unterstützte er den Parlamentarismus gegenüber der Macht des Königs. Außerdem setzte er sich für Reformen in der Church of England ein. Die weitere Entwicklung des Machtkampfs zwischen dem Parlament und König Karl I., der zum Englischen Bürgerkrieg, zur Hinrichtung des Königs und zur vorübergehenden Abschaffung der Monarchie führte, erlebte Matthew Cradock aber nicht mehr. Er starb unerwartet am 27. Mai 1641.